# Утрехтский собор

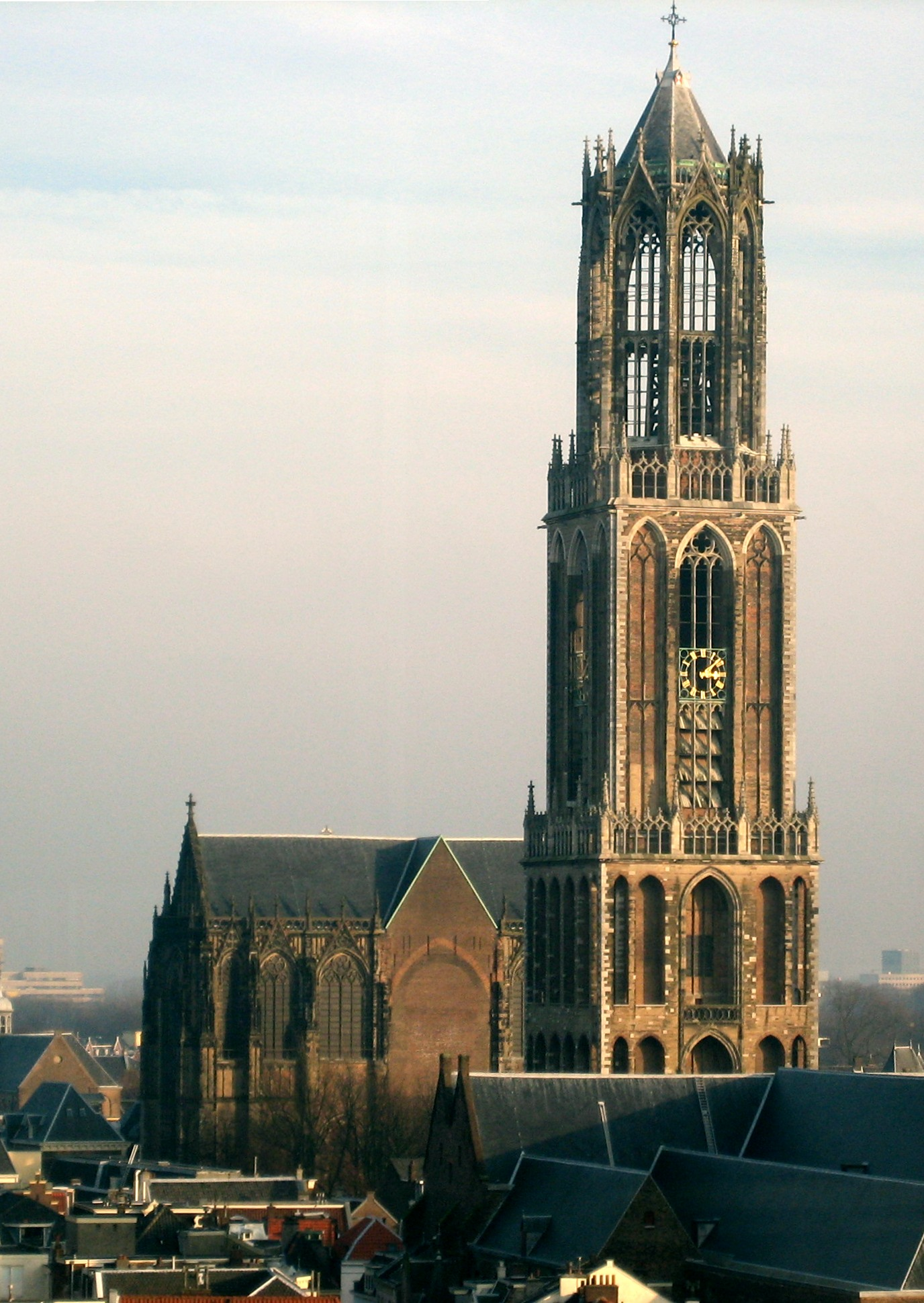
Домский собор в Утрехте

У́трехтский собо́р (кафедральный собо́р святого Мартина в Утрехте, нидерл. Dom van Utrecht) — один из готических соборов Нидерландов. Он строился как кафедральный храм утрехтской епископии, начиная с 1254 года. Высота — 112 м. В 1580 году Реформация взяла верх в Утрехте, и с тех пор собор — протестантский, за исключением времён французской оккупации 1672—1673 годов, когда проводились католические службы.
В 1674 году незавершённая и не имевшая необходимой прочности центральная часть церкви была разрушена смерчем. В результате башня оказалась отделена от уцелевшей части собора. Последствия разрушения были окончательно устранены только в 1826 году.
Император Наполеон в 1811 году разделил имущество церкви и отдал башню в ведение города.